# Nationalpark Rāzna
Der Nationalpark Rāzna (lettisch: Rāznas nacionālais parks) ist einer der vier Nationalparks in Lettland. Er liegt im Osten des Landes in der Landschaft Lettgallen beim Rāzna-See.
Der Nationalpark entstand 2007 auf Initiative der Universität Daugavpils aus einem Naturpark. Es gibt verschiedene Arten von Grasland. 14 % der Fläche bestehen aus Gewässern. Der Rāzna-See ist der zweitgrößte See Lettlands. Auf dem See Ežezers befinden sich 26 Inseln, die meist mit natürlichem Laubwald bestanden sind. Auf mehreren Inseln gibt es die seltenen Arten Gelber Frauenschuh und Grünes Besenmoos (Dicranum viride). Hier brüten viele Specht-Arten.